# Китчер, Филип
Филип Китчер (Philip Stuart Kitcher; род. 20 февраля 1947, Лондон) — британско-американский учёный-философ.
Доктор философии (1974), профессор Колумбийского университета (с 1998), а перед тем Калифорнийского университета в Сан-Диего (1986—1999). Член Американского философского общества (2018), почётный член АН Турции (2013). Наиболее важная работа к 2000-м - вероятно, Abusing Science (1982).

## Биография
Натурализовавшийся гражданин США (британского происхождения) с 1995 года.
Окончил с отличием Christ's College, Cambridge (бакалавр, 1969), где учился с 1966 года. В 1996 году удостоился там магистерской степени, а в 2018 году стал почётным фелло.
В 1974 году получил степень доктора философии по философии в Принстонском университете, занимался там для этого в 1969—1973 гг.
В 1973-74 гг. ассистент-профессор Вассар-колледжа, а в 1974—1978 гг. — Вермонтского университета, в 1979—1983 гг. ассоциированный профессор последнего.
C 1999 года в Колумбийском университете, именной профессор (John Dewey Professor) философии, перед тем преподавал в Калифорнийском университете в Сан-Диего (1986—1999) и Миннесотском университете (1983—1986). Член Американской академии искусств и наук (2002).
В 1994—1999 гг. шеф-редактор Philosophy of Science. Первоначально занимался философией математики и общей философией науки, в конце 1970-х переключился на философию биологии, в 1990-х также занялся вопросом роли научных исследований в демократических обществах.
Член International Academy of Humanism (2013).

## Награды и отличия
- Стипендия Гуггенхайма (1988-89)
- Lionel Trilling Award (2004)
- Prometheus Prize, American Philosophical Association (2006, первый удостоенный)[6]
- Friend of Darwin Award (2008)
- Lannan Literary Award[англ.] (2008)
- Lenfest Distinguished Faculty Award, Columbia University (2009)
- Award for Distinguished Service to the Columbia Core Curriculum[англ.] (2009)
- Премия Гумбольдта (2010)
- Berlin Prize[англ.] (2015)
- BBVA Foundation Frontiers of Knowledge Award (2024)

Почётный доктор Университета имени Эразма Роттердамского (2013) и University of Humanistic Studies.

## Публикации
- Abusing Science: The Case Against Creationism (1982)
- Vaulting Ambition: Sociobiology and the Quest for Human Nature (1985)
- Living with Darwin: Evolution, Design, and the Future of Faith (Oxford University Press, 2007, 192 pp.) {Рец. Аллена Орра}
- Joyce’s Kaleidoscope: An Invitation to Finnegans Wake (Oxford University Press, 2007)
- Science in a Democratic Society (Prometheus Books, September 2011)
- The Ethical Project (Harvard University Press, October 2011)